# リチャード・ポンソンビー＝フェイン
リチャード・アーサー・ブラバゾン・ポンソンビー＝フェイン（Richard Arthur Brabazon Ponsonby-Fane, 1878年1月8日 - 1937年（昭和12年）12月10日）は、イギリス生まれの日本研究家である。日本の神道・神社・皇室・陵墓・習俗・教育などについて、主に英文で著作を発表した。本尊美利茶道とも名乗った。日本では「ポンソンビ博士」とも呼ばれる。

## 生涯

### 出自と家族

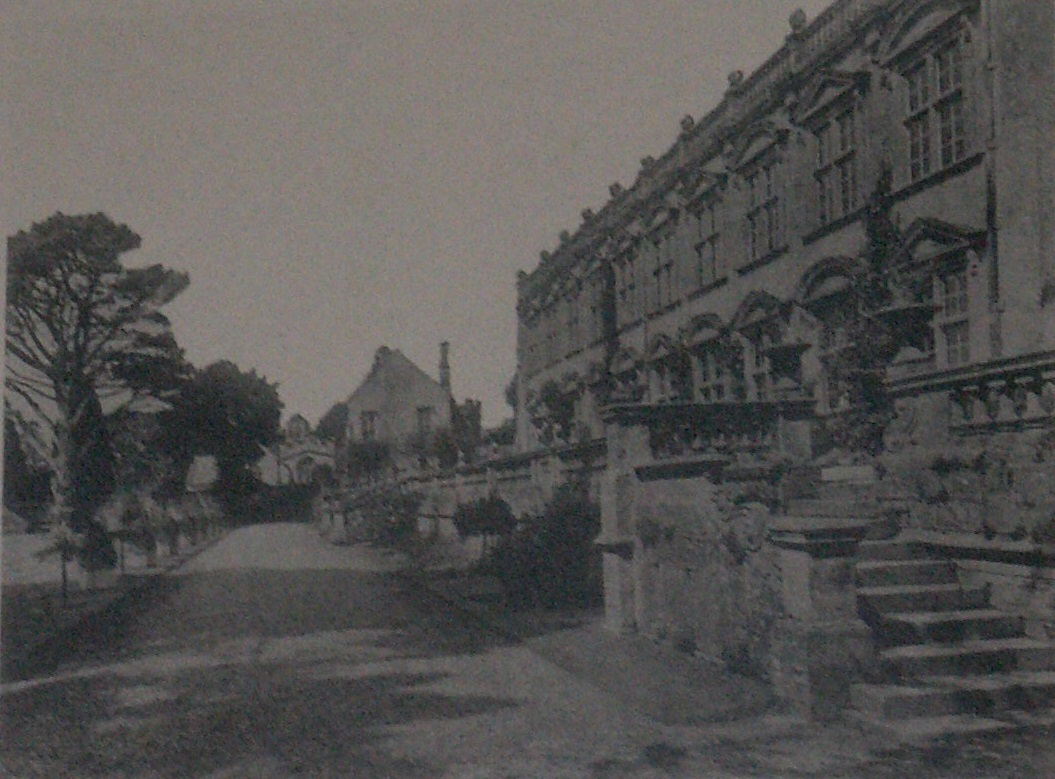
ブリンプトン邸。イングランド南西部サマセット州。

1878年、ロンドンのイートンテラスに生まれた。父ジョン・ヘンリーは、第4代ベスバラ伯爵ジョン・ウィリアム・ポンソンビーの六男サー・スペンサー・セシル・ブラバゾン・ポンソンビー＝フェインの長男である。母フロレンスは、第2代ファーカー準男爵サー・トマス・ファーカーの次男ハーヴィー・ファーカーの長女である。
リチャードは姉ヴァイオレットとの二人姉弟で、所有したブリンプトン邸はのちに、姉とエドワード・クライヴとの間の子（リチャードにとっては甥）であるニコラス・ブラバゾン・クライヴ＝ポンソンビー＝フェインに相続させている。リチャード自身は生涯独身であった。

### ポンソンビー＝フェインの姓
祖父サー・スペンサーの母（リチャードの曾祖母）は、第10代ウェストモーランド伯爵ジョン・フェインの娘レディ・マリアであるが、ジョン・フェインは、マリアの異母妹で独身だったレディ・ジョージアナにブリンプトン邸を遺し、ジョージアナはこれを甥であるスペンサーに遺贈した。この相続ののちスペンサーは、「＝フェイン (-Fane)」の姓とフェイン家の紋章を加えることになった。リチャードは、祖父サー・スペンサーと父ジョンが相次いで死去した1916年に、相続者として姓に「＝フェイン」を加えている。

### 日本居住以前

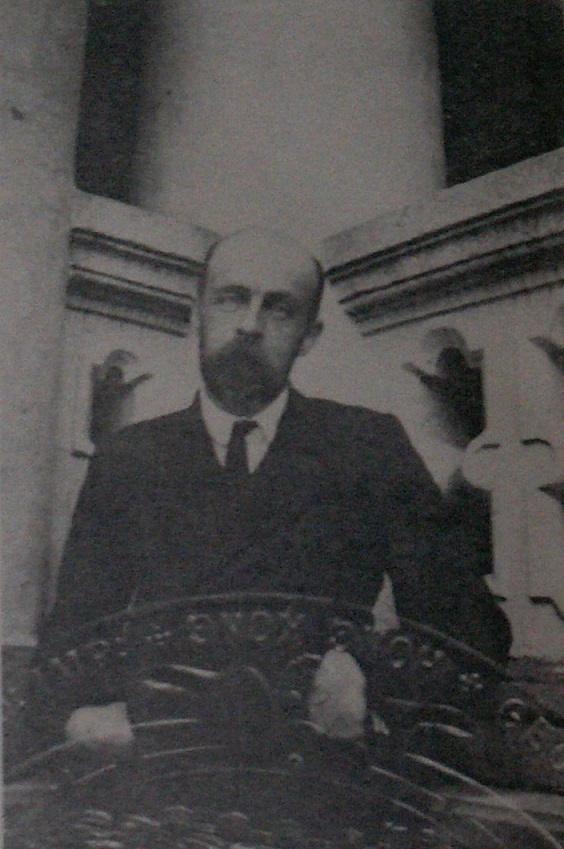
香港総督秘書時代のリチャード。

1887年にプレパラトリー・スクールであるサニングデール校に入学、1891年にはハーロー校に進学した。在学中はクリケットに熱中する（祖父サー・スペンサーはクリケット選手として著名であった）が、病弱のため1894年に退学を余儀なくされた。退学後、療養を兼ねてオーストラリア、カンヌ、マデイラ諸島、カナリア諸島を旅行する。以後リチャードは生涯にわたって船旅を好むことになる。
1896年にナタール植民地に総督秘書として赴任、1898年にトリニダード島、1900年にはセイロンに転じ、いずれもイギリスの植民地総督の秘書を務めた。1901年、保養のため香港および日本を訪問。これが初来日となった。
1903年に香港総督秘書となり、日本郵船香港支店の三原繁吉から日本語を習い始める。1907年に再びナタール、1911年にフィジーの総督秘書となるが、その間にも避暑や、休暇による帰国の途次などに何度か日本を訪れている。
1915年に再び香港総督秘書となり、毎年12月から翌年3月までは香港大学で英語と歴史の講師を無給で務めるようになった（これは日本移住後の1927年（昭和2年）まで続けている）。また同年には、日本に関する最初の著書『日本皇室譜』（The Imperial Family of Japan）を刊行した。この香港在任中にもたびたび来日し、大学での日本人の教え子らを案内役として、神社・陵墓・史跡などをめぐっている。
1916年1月に祖父サー・スペンサーが死去し、9月には父ジョンも死去した。リチャードはブリンプトン邸を相続し、姓に「＝フェイン」を加えた。
1919年7月に香港での職を辞して来日し、東京市本郷区駒込神明町（現在の東京都文京区本駒込）に居を定めた。

### 日本居住以後

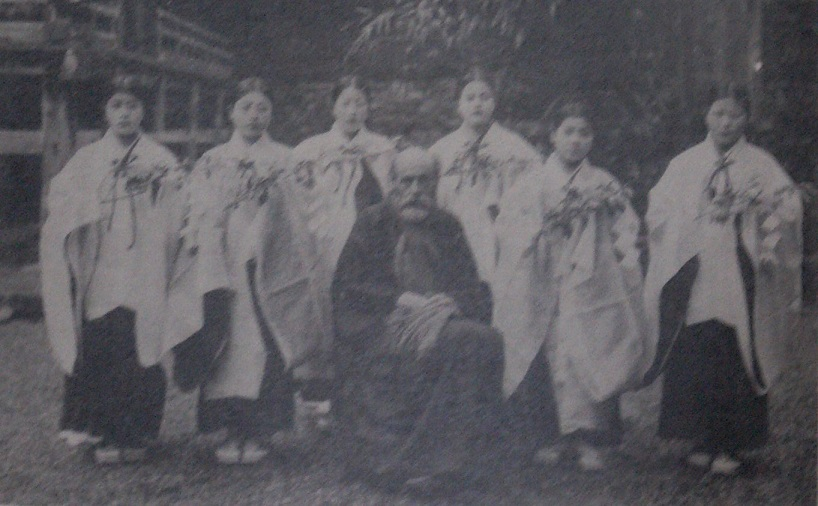
1934年（昭和9年）4月1日、日吉大社にて小学生の舞姫とともに。

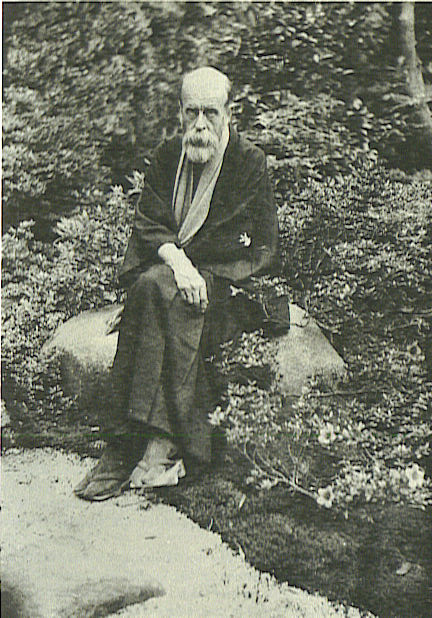
亡くなる直前の頃

1919年（大正8年）秋に東京に移り住むと、研究のかたわら成蹊学園で英語教師を無給で務めている。
1921年（大正10年）3月、皇太子裕仁親王が訪欧の途上香港を訪問した際には、香港に滞在していたリチャードが香港総督の通訳を務めた。この時裕仁親王が、東北訛りで有名だった供奉長の珍田捨巳伯爵を引き合いに「あなたの日本語は珍田より上手ですね」と語りかけたという。この通訳の功により、同年勲四等瑞宝章を受章。
1923年（大正12年）の関東大震災で神明町の居宅が被害を受けたため、翌年、東京府滝野川町（現在の東京都北区南部）に移るが、1925年（大正14年）には京都市上京区（現在は北区）小山下総町に転居した。京都府立第一中学校での無給の英語教師も始める。
1926年（大正15年）に香港大学より法学博士の名誉学位を授与されている。
1928年（昭和3年）11月の昭和天皇即位大典の折には、民間の外国人として唯一人、京都御所建礼門での列立奉拝に加わることを許された。
1929年（昭和4年）に京都市上京区（現在は北区）上賀茂南大路町に自宅を新築し移り住んだが、のち1934年（昭和9年）にも同じ南大路町内に自宅を新築し転居している。
1937年（昭和12年）12月10日、胃潰瘍のため上賀茂南大路町の自宅にて死去。享年60（満59歳）。12月15日に日本聖公会聖アグネス教会で告別式が行われ、同日荼毘に付された。遺骨は、翌年来日した姉ヴァイオレットが携えて帰英し、ブリンプトン邸内の歴代墓所に葬られた。

## 研究
当時公的に唱えられていた「神道非宗教説」に対し、「神道は宗教である」との立場をとった。
神道の特徴として、寛容性に富み、外国のような宗教上の迫害がなかったこと、潔白性・清浄性を尊ぶこと、国家と宗教とが同一であり、天皇がその最高の祭司であること等を指摘し、個別の神社についての詳細な調査を通じて、国民的原始宗教としての神道が、どのような歴史的・政治的影響を受けてきたかを観察することに努めた。
『古事記』『日本書紀』『古語拾遺』のうち、歴史書である記紀とは違って、時代は下がるものの神道思想が反映され、宗教としての信仰形態がみられるとして、『古語拾遺』を重視した。
「荒魂」について、国土の平定や開発などの慈善的・建設的行為は、それに関係した神々の荒魂の作用であったとし、罪を犯したり破壊的であったりするだけではない、活動的な神魂であると評価した。

## 主張
王権神授説を信条とする立場から、欧州の国々が次々と君主制を廃して共和制となり、自国イギリスにおいてもクロムウェル時代に君主制の中絶があったことを惜しみ、それと比較して、有史以来天皇の血統を維持し王朝が存続しているとして、日本の皇室を賞賛。日本人はこれを誇るべきとした。
国政の混乱を防ぐための必要条件として、「王権神授説の信奉」と「世襲継承原則の採用」を挙げる。
日本については、記紀説話や三種の神器継承の歴史から、日本的な意味での「王権神授説の信奉」は強固に確立されていたとする。一方「世襲継承原則の採用」については、長男相続の原則が確立していなかったことと、仏教の影響による譲位入道の慣例があったことが、皇位継承争いや権臣による天皇の廃立を招いたとし、これが日本史上の「皇権の横領」や戦国時代の苦難の原因であるとする。
昭和天皇即位大典をみた感想として、列席者が「あの下品な金モールのついた洋式の制服」のかわりに、日本古来の装束を着装した方が良かったろうと述べている。
世界市場への遅参者であり、天然資源に恵まれない日本にとっての貴重な宝は、「生活の簡素」と「職務への献身」であるが、職場や学校での洋式と私的な場での和式との「二重生活」が、「生活の簡素」の美風を損ないつつあるとし、洋食・洋服・洋室・舶来品にかかる不必要な費用を社会から取り除くべきであるとした。
支那事変について、日本には何の得もないが、売られた喧嘩である以上、自衛のために戦わざるを得ないとし、欧米諸国が中国に同情的であることについては、中国は宣伝が上手であり、日本は下手であるからだと述べた。
教育については、1．小学校から大学に至るまで、それぞれが必要充分な独立した機能を有し、上級学校の予備校と化さないこと、2．中学校の課程を五年から六年に延長し、教科数を削減かつ選択の幅を広げること、3．英語は必修とせず、各府県に一校程度、専門的な学校を設けること、4．大学は入学資格試験によって全ての者に開放するとともに、学位の水準を高めること、5．一学級の生徒数を減らすこと、などを主張した。

## 人物

### 日本式の徹底

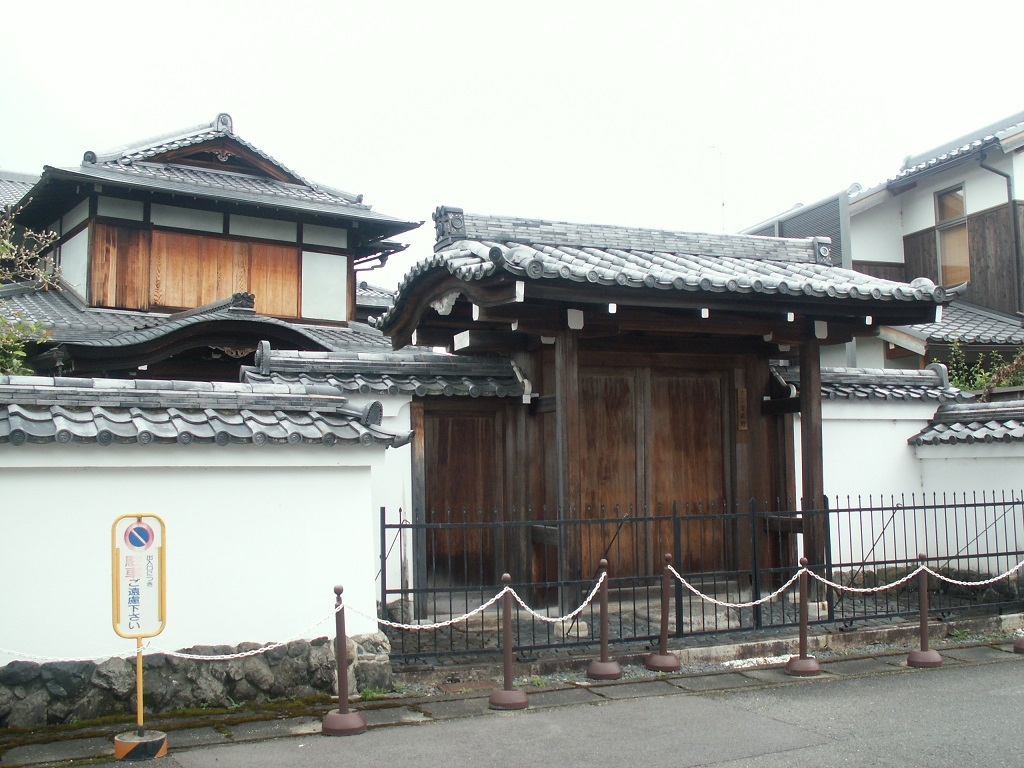
京都市北区上賀茂南大路町のポンソンビー＝フェイン旧邸。

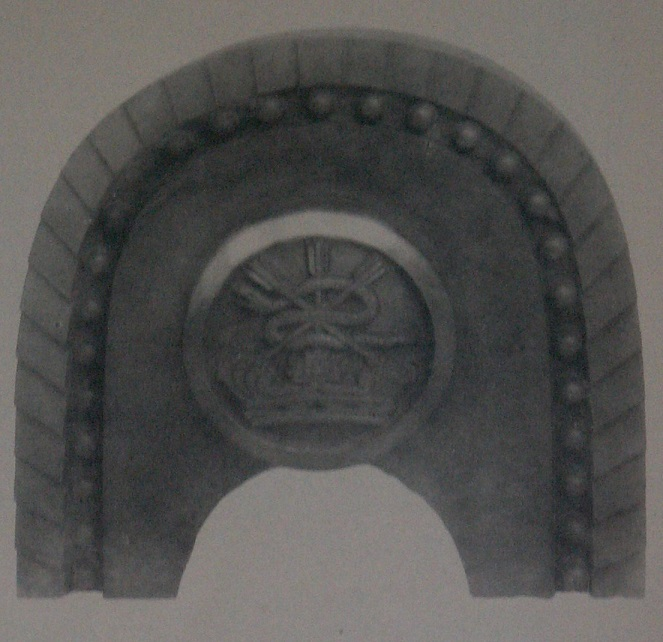
邸宅建築時の鬼瓦。ポンソンビー家の紋章があしらわれている。

日本在留時は常に和服で過ごした。イギリス渡航の際は、船がイギリスに入港すると洋服に着替えて下船し、日本に戻るため乗船すると、即座に和服に着替えた。
夕食時には刺身と茨城県から取り寄せた納豆を欠かさず、酒は菊正宗の樽詰めと決めており、瓶詰めを出されると飲まなかったという。納豆や酒樽は船中にも持ち込んで航海中もたしなんだ他、台湾や南洋群島では滞在先に取り寄せたこともあった。
京都で二度新築した自邸は、純和風で洋室は一室も設けず、施工者が設置した洋式便器を見つけると、怒って和式に交換させたという。
日本人の舶来品信仰を批判し、自らは日本製品の使用に努めた。輸入品、特にアメリカ製を嫌い、日本郵船の貨客船がアメリカ製石鹸を設置した際にはこれに抗議し、その後日本郵船では国産の石鹸を用いるようになったという。

### 「碧い目の高山彦九郎」
1928年（昭和3年）11月の昭和天皇即位大典の折、民間の外国人として唯一人、京都御所建礼門での列立奉拝に加わることを許されていたが、東京還幸の鹵簿（行列）を見送る時、額を地面につけて平伏拝礼したことから「碧い目の高山彦九郎」と評された。

### 船旅
日本居住以前に各地の英領総督秘書職を転々としていたころから、ニュージーランド・インド・日本・台湾・セーシェル・ソロモン諸島・ニューヘブリディーズ諸島などへの旅行やイギリスへの帰国で、船旅をくり返していた。
日本居住後もほぼ毎年冬季には、香港・セイロン・シンガポール・台湾などに渡航している。また2年に1度は数箇月間イギリスに戻っていたほか、タスマニア・ベトナム・タイ・エジプト・南洋群島へも旅行しており、船旅で日々を過ごすことの多い人生であった。生涯の航海距離は約70万海里、航海日数は約3千日であったという。
常客だった日本郵船が当時所有していた船に、神社名から取った名前が多かったことから、同社から『船名考』という著書を出版した。また同社の英文広報誌『THE TRAVEL BULLETIN』に毎号のように寄稿している。

### 集印

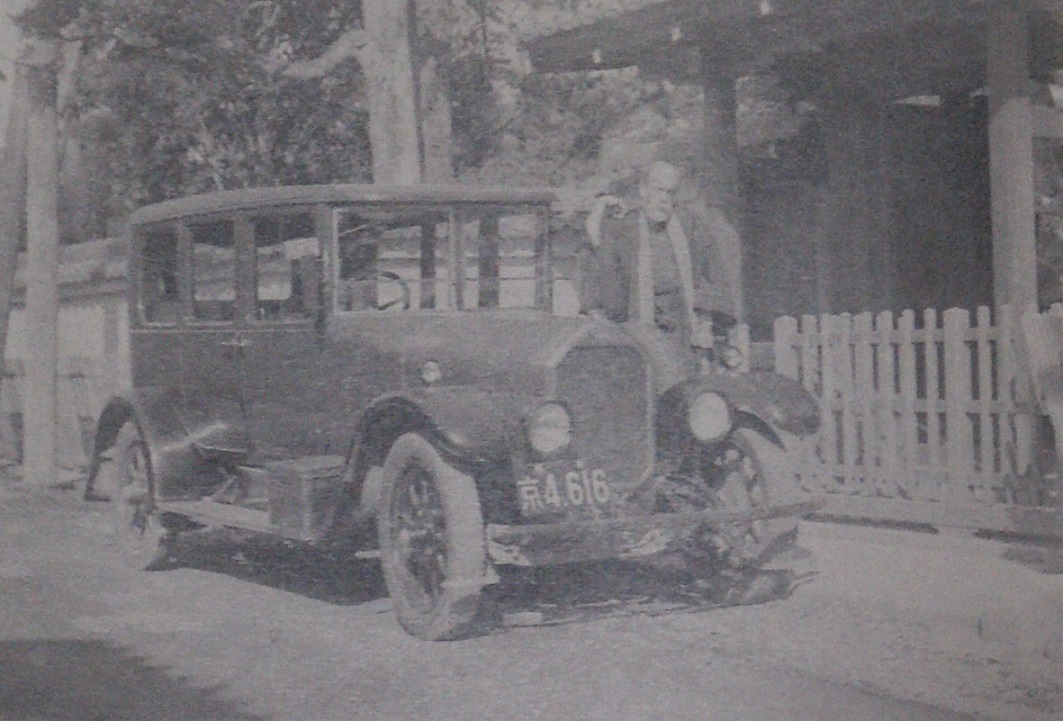
1935年（昭和10年）4月頃、邸宅前で自家用車とともに。

神社の朱印の蒐集を熱心に行った。遺品として、1冊に50社分を収められる集印帖が40冊残され、集めた朱印は計2千社分にものぼる。なかには、マーシャル神社（ヤルート島）や照南神社（ポナペ島コロニア）といった、南洋の神社の朱印も含まれている。また、経済的苦境のため印を持たない神社のために、自らその神社の由緒に適った印を発注し、奉納し続けたという。

### その他
電話やラジオといった文明の利器を嫌って自宅に設置させなかったが、晩年には国産品愛用の意味もこめてダットサンの乗用車を購入した。飛行機で旅行することはあったが、汽車・電車を問わず鉄道を非常に嫌い、京都から東京に行くのにも神戸からの船便を利用し、さらに京都で使っている自家用車を東京に運んで用いたという。

## 主な著作

### 単著
- 『The Imperial Family of Japan（日本皇室譜）』ジャパンクロニクル、1915年（大正4年）
- 『The Nomenclature of the N. Y. K. Fleet（船名考）』日本郵船、1931年（昭和6年）
- 『Kamo Mioya Shrine（賀茂御祖神社御紀）』タムソン、1934年（昭和9年）
- 『Divine Spirits of Shinto and Hirota Jinja（御神魂と広田神社）』内外出版、1934年（昭和9年）
- 『Suminoe no Ohokami（住江大神）』内外出版、1935年（昭和10年）
- 『Kashima Jinguki（鹿島神宮紀）』内外出版、1937年（昭和12年）
- 『Studies in Shintou and Shrines（神道と神社）』本尊美記念会、1944年（昭和19年）

### 論文
- 「Misasagi:The Imperial Mausolea of Japan（御陵）」『倫敦日本協会雑誌』1921年（大正10年）
- 「Haitei Monogatari（配帝物語）」『倫敦日本協会雑誌』1922年（大正11年）
- 「The Capital and Palace of Heian（平安京及大内裏）」『倫敦日本協会雑誌』1925年（大正14年）
- 「Kioto in the Momoyama Period（桃山時代の洛中洛外）」『倫敦日本協会雑誌』1927年（昭和2年）
- 「The Failure of the Kemmu Restoration（建武中興の失敗）」『大崎学報』1928年（昭和3年）
- 「Enthronement Ceremonies（御即位礼）」『明治聖徳記念学会紀要』1928年（昭和3年）
- 「日本に於ける神道の盛衰（和文）」『東方公論』1932年（昭和7年）
- 「我が神々しき古都（和文）」『作興』1933年（昭和8年）
- 「Yatagarasu（八咫烏）」『THE TRAVEL BULLETIN』1934年（昭和9年）
- 「官幣大社御記（和文）」『作興』1935年（昭和10年）
- 「台湾に於ける教育者の殉職と芝山巌神社（和文）」『宗教公論』1935年（昭和10年）

## 没後

### 『本尊美翁追憶録』の刊行
1938年（昭和13年）9月、秘書兼助手だった佐藤芳二郎、宗教学者の加藤玄智、国語学者の新村出らで構成する本尊美翁追憶録編輯刊行会が、『本尊美翁追憶録』を刊行した。同書には生前のリチャードと交流のあった、学界・神社界・教育界関係者や華族・教え子など60名以上が追悼文を寄せている。石川岩吉、入江相政、大久保利武、大谷登、佐伯有義、高山昇、林博太郎、町尻量弘、柳田國男、西田直二郎といった人々が名を連ねている。

### 「本尊美君碑」

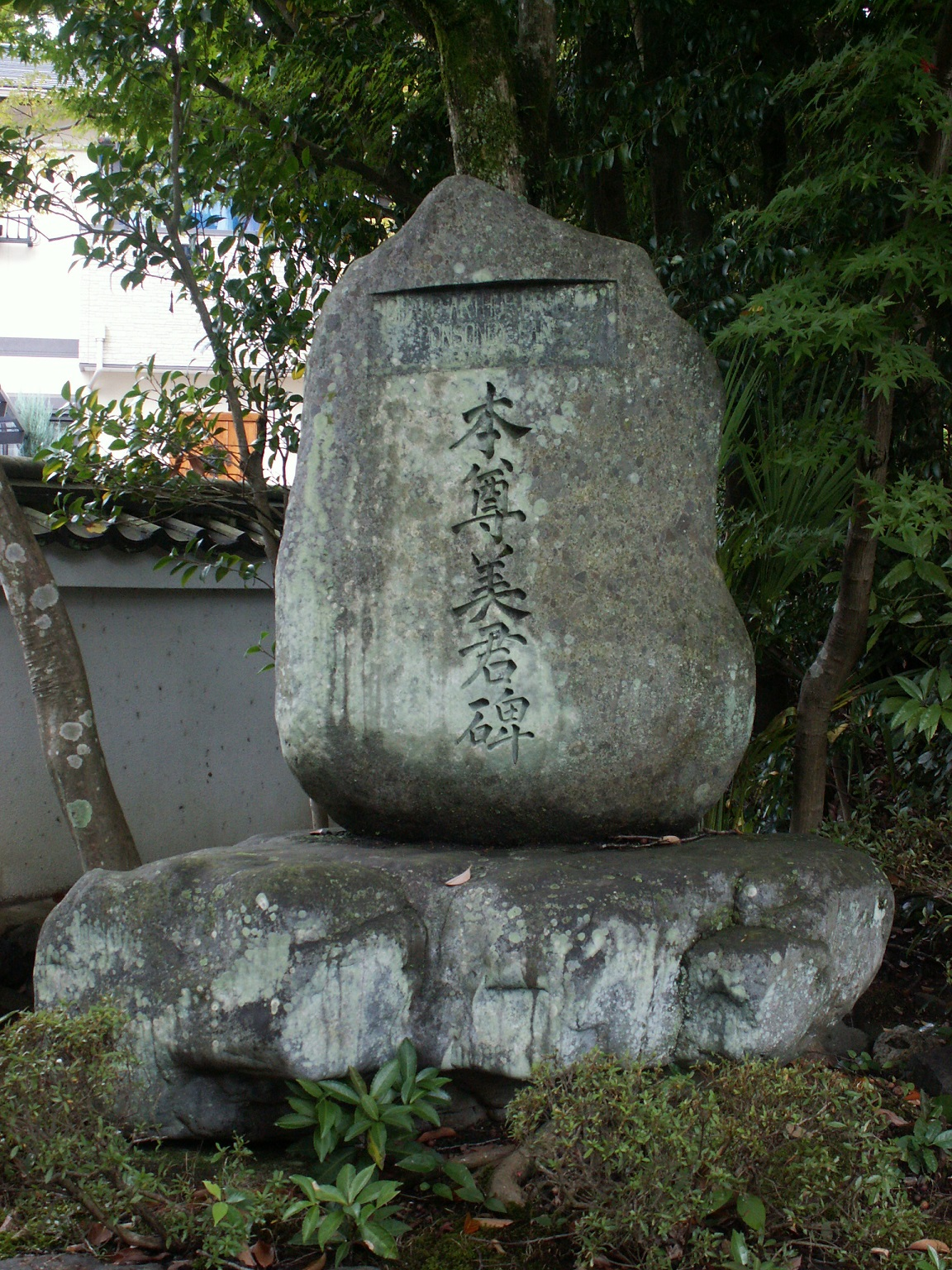
西方寺の「本尊美君碑」。

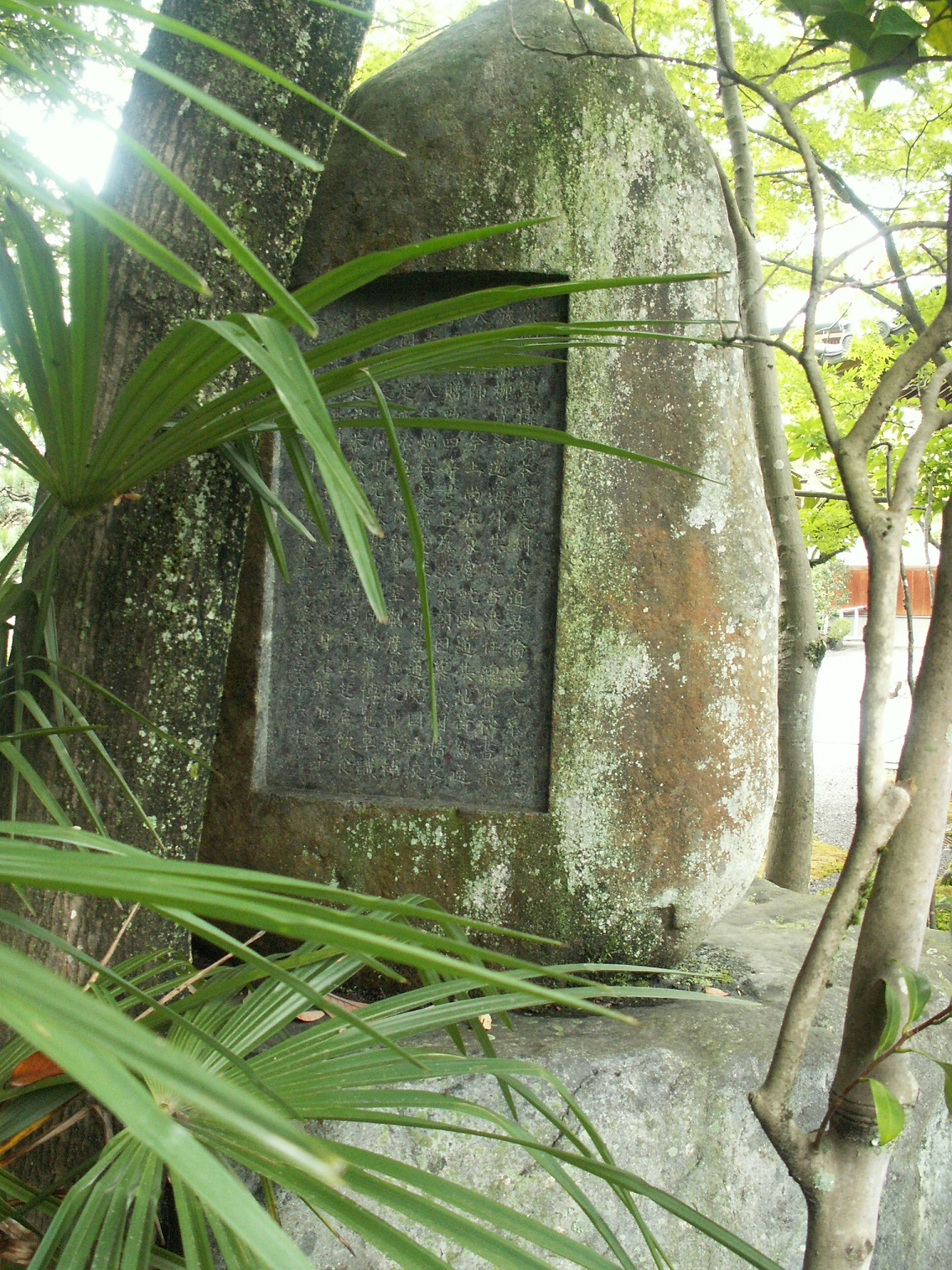
「本尊美君碑」の裏面。

1939年（昭和14年）4月、西賀茂の西方寺境内に顕彰碑として「本尊美君碑」が建立された。
（裏面碑文の大意）
英国法学博士本尊美利茶道君はロンドンの人で、名家の出である。病弱であったため早くから海外を漫遊し、香港では総督秘書に任ぜられ大学講師を兼ねた。今上陛下がまだ東宮であられた時の訪欧の途上、同地で通訳を務め、その功によって勲四等を贈られた。同君は以前よりしばしば我が国に来ており、我が国の美風を慕っていたことから、大正8年はじめて東京に住み、さらに京都に移った。同君は日本語に通暁して日本史を研究し、その足跡は殆ど日本全国にあまねく及んでいる。皇室制度・皇陵・神社・神道などを考究解明しようと大いに力を尽くした。論著は博覧卓識であり、学者もこれを推している。同君は恭倹にして寡欲であって、すらりと痩せていることは鶴のようであった。日常の起居・飲食・衣服はことごとく我が国の習俗に由った。門下生を我が子同然に思い、終生独身であった。昭和12年12月10日、上賀茂邸で病没した。享年60。

### 吉田茂の推奨
1953年（昭和28年）に『ポンソンビ博士著作選集』の刊行がはじまると、当時の首相吉田茂は一冊目を百部予約購入し、駐日イギリス大使や総領事などに「日本のことが知りたければ、この先生の著作を読むように」と贈呈している。

### 回顧展
下鴨神社の第34回式年遷宮に際して、秘書兼助手だった佐藤芳二郎の親族が、リチャードの遺品・遺稿・旧蔵書等多数を奉納したことから、奉納を受けた下鴨神社では2017年（平成29年）7月8日から9月30日まで、鴨社資料館秀穂舎において「碧い眼の神道学者ポンソンビ博士展」と題する回顧展を開催した。